# Cryptothripa polyhymnia
Cryptothripa polyhymnia är en fjärilsart som beskrevs av George Francis Hampson 1902. Cryptothripa polyhymnia ingår i släktet Cryptothripa och familjen trågspinnare. Inga underarter finns listade i Catalogue of Life.